# Acuerdo de cooperación y comercio entre la Unión Europea y el Reino Unido
El Acuerdo de cooperación y comercio entre la Unión Europea y el Reino Unido (ACC) es un Tratado de libre comercio acordado el 24 de diciembre de 2020, entre la Unión Europea, Euratom y el Reino Unido. Ha estado en vigencia provisoria desde el 1 de enero de 2021, finalizó el periodo de transición Brexit el 31 de diciembre de 2020, y hasta el 30 de abril de 2021.
El acuerdo que rige la relación entre la UE y el Reino Unido después de la salida del Reino Unido de la Unión Europea se concluyó después de ocho meses de negociaciones. El acuerdo establece el libre comercio de bienes y el acceso mutuo limitado al mercado de servicios, así como mecanismos de cooperación en un rango de ámbitos políticos, disposiciones transitorias sobre el acceso de la UE a la pesca del Reino Unido y la participación del Reino Unido en algunos programas de la UE. En comparación con el estado anterior del Reino Unido como Estado miembro de la UE, pone fin a la libre circulación de personas entre las partes, la participación en el Mercado Único Europeo y la Unión Aduanera, la participación del Reino Unido en la mayoría de los programas de la UE y la autoridad del Tribunal de Justicia Europeo en solución de controversias.
El Parlamento del Reino Unido ratificó el ACC el 30 de diciembre de 2020, entrando en vigor de manera provisional desde el 1 de enero de 2021. Por su parte, el Parlamento Europeo manifestó su aprobación el 27 de abril de 2021 y el Consejo de la Unión Europea lo ratificó formalmente el 29 de abril, entrando en vigor de forma definitiva el 1 de mayo de 2021.

## Antecedentes
Las solicitudes del Reino Unido para unirse en 1963 y 1967 fueron vetadas por el presidente de Francia, Charles de Gaulle, quien dijo que "varios aspectos de la economía británica, desde las prácticas laborales hasta la agricultura" habían "hecho a Gran Bretaña incompatible con Europa" y que Gran Bretaña albergaba una "hostilidad profundamente arraigada" a cualquier proyecto paneuropeo. Una vez que De Gaulle renunció a la presidencia francesa en 1969, el Reino Unido presentó una tercera y exitosa solicitud de membresía.
En 1973 el Reino Unido se convirtió en miembro de las Comunidades Europeas, que más tarde se convirtieron en la UE y Euratom. Desde entonces, el Reino Unido contribuyó a la elaboración y estuvo sujeto a la legislación de la UE, cuya aplicación se regía por los tribunales europeos.
Después de que el Reino Unido decidiera en un referéndum de 2016 abandonar la UE ("Brexit"), lo hizo el 31 de enero de 2020. Hasta el 31 de diciembre de 2020, se aplica un período de transición en el que, para la mayoría de los asuntos, el Reino Unido todavía se considera parte de la UE. Después de que las primeras negociaciones entre el Reino Unido y la UE condujeran al acuerdo de retirada del Brexit que implementó la retirada del Reino Unido, comenzaron las negociaciones para un acuerdo permanente que regule el comercio y otras relaciones entre la UE y el Reino Unido después del final del período de transición. 

## Contenido
El acuerdo posee 1246 páginas (incluidos los anexos) cubre sus objetivos generales y su marco con disposiciones detalladas sobre pesca, seguridad social, comercio, transporte, visados; y cooperación en asuntos judiciales, policiales y de seguridad. Otras disposiciones incluyen la participación continua en programas y mecanismos comunitarios para la resolución de disputas.
Según los resúmenes del acuerdo publicados por la Comisión Europea y el gobierno del Reino Unido, el acuerdo prevé lo siguiente o tiene los siguientes efectos en la relación UE-Reino Unido:

### Comercio de mercancías
El comercio de mercancías entre la UE y el Reino Unido no está sujeto a aranceles ni cupos. Los comerciantes pueden autocertificar el cumplimiento de las normas de origen acordadas. Sin embargo, como resultado de la salida del Reino Unido de la zona aduanera de la UE, se requieren formalidades aduaneras entre las dos partes, y se aplican el IVA y algunos otros derechos a la importación. Hay disposiciones destinadas a limitar los obstáculos técnicos al comercio (OTC), basándose en el Acuerdo OTC de la OMC.

### Comercio de servicios
Basándose en las normas de la OMC, cada parte no debe tratar a los proveedores de servicios de la otra parte de manera menos favorable que a los suyos. Existen normas para facilitar la prestación transfronteriza de servicios en determinados ámbitos, como los servicios digitales (incluso en lo que respecta a las normas de protección de datos), la contratación pública (ampliando algo la cobertura del ACP de la OMC), los viajes de negocios y las comisiones de empleados altamente calificados. Pero ya no existe un acceso general a los mercados de servicios de los demás; por ejemplo, los proveedores de servicios financieros ya no tienen acceso a los clientes a través de un "pasaporte". Las calificaciones profesionales ya no se reconocen mutuamente de manera automática.

### Energía, políticas públicas y otros aspectos del comercio
Con respecto a la energía, habrá cooperación reglamentaria y técnica, así como una reconfirmación de los objetivos climáticos del Acuerdo de París. Pero el Reino Unido ya no forma parte del mercado de la energía y del sistema de comercio de derechos de emisión de la UE. El Reino Unido ha celebrado un acuerdo independiente con Euratom sobre cooperación pacífica en tecnología nuclear, que no ha entrado en vigor.
Si bien ambas partes siguen siendo libres de dar forma a su política pública en los ámbitos de las subvenciones, la política laboral y social o la política climática y medioambiental, el acuerdo establece principios y mecanismos de "igualdad de condiciones" que tienen como objetivo evitar una distorsión del comercio como resultado de medidas en estos campos. En particular, cada parte puede tomar contramedidas (sujetas a arbitraje) contra las medidas perjudiciales de la otra parte.
Ciertas disposiciones de propiedad intelectual existentes que exceden los compromisos del Acuerdo sobre los Aspectos de los Derechos de Propiedad Intelectual relacionados con el Comercio (incluido un período de derechos de autor de 70 años) deben mantenerse en la UE y el Reino Unido. Existen normas acordadas sobre indicaciones geográficas existentes antes del Brexit que se confirman en el ACC (artículo IP.57), pero no para las indicaciones registradas posteriormente, excepto en Irlanda del Norte.

### Desplazamiento de personas
No hay libre circulación de personas entre la UE y el Reino Unido. Los visitantes que planean estancias de más de 90 días en cualquier período de 180 días necesitan una visa; aquellos que planean cualquier trabajo que no sean reuniones de negocios y conferencias de rutina necesitan una visa apropiada. Existe una coordinación de algunas prestaciones de la seguridad social.

### Transporte aéreo y por carretera
En cuanto a la aviación, la UE y el Reino Unido continúan disfrutando de acceso para tráfico punto a punto entre aeropuertos de la UE y el Reino Unido (tercera y cuarta libertades del aire). Pero dejan de tener acceso a los mercados de aviación de cada uno, incluyendo los vuelos domésticos o vuelos que conectan con terceros países. El Reino Unido es libre para negociar  "quinta libertad de derechos de tráfico" para vuelos de carga (por ejemplo la ruta Londres-París–Barcelona para una empresa del Reino Unido) con los Estados miembros de la UE de manera individual. Existe cooperación en cuanto a seguridad en la aviación,´pero el Reino Unido deja de participar en EASA.
De manera similar, en cuanto a transporte por carretera, el acceso a los mercados mutuos en general se limita al transporte transfronterizo del tipo punto a punto, con hasta dos desplazamientos adicionales en el territorio de la otra parte.

### Pesca
El Reino Unido deja de aplicar la Política Pesquera Común de la Unión Europea. Durante un periodo de transición de 5 años y medio, las cuotas de pesca de la UE en aguas del Reino Unido se irán reduciendo gradualmente hasta alcanzar el 75% de su volumen antes del Brexit. A partir de entonces el volumen de pesca de las partes en las aguas de la otra parte será negociado anualmente.

### Cooperación y participación del Reino Unido en los programas de la Unión Europea
En el ámbito de la seguridad, el Reino Unido ya no participa en las agencias de seguridad de la UE y ya no tiene acceso a la base de datos del Sistema de Información de Schengen SIS II. Pero la cooperación del Reino Unido continúa con Europol y Eurojust, y existen mecanismos para el intercambio de ciertos datos relevantes para la seguridad, como registros del nombre del pasajero, Convención Prüm sobre datos (ADN, huellas dactilares, registros de vehículos) y antecedentes penales.
El Reino Unido deja de participar en los programas de desarrollo financiados por la UE. Sin embargo el Reino Unido continua participando en cinco programas técnicos de la UE:
- Horizonte Europa
- Investigación y capacitación del Euratom
- ITER
- Copérnico
- Vigilancia satelital (parcialmente).[9]

Uno de los programas en los cuales el Reino Unido ha decidido cesar su participación es el programa Erasmus de intercambio estudiantil.

### Disposiciones institucionales y solución de controversias
El acuerdo establece un Consejo de Asociación, compuesto por representantes de la UE y el Reino Unido. Operando de mutuo acuerdo, está autorizado para administrar el acuerdo, resolver disputas mediante la negociación y modificar ciertas partes del acuerdo si es necesario. El Consejo de Asociación también asumirá esta función para complementar los acuerdos entre la UE y el Reino Unido, a menos que se acuerde lo contrario (artículos COMPROV 2 e Inst 1.2).
Cuando los desacuerdos entre las partes no se pueden resolver mediante consultas, cualquiera de las partes puede someter la disputa a un panel de arbitraje independiente. Si ese panel determina que una de las partes ha incumplido sus obligaciones, la otra parte puede suspender (parte de) sus propias obligaciones en virtud del acuerdo. El acuerdo excluye cualquier papel de los tribunales del Reino Unido o de la UE, incluido el Tribunal de Justicia de la Unión Europea, en la solución de controversias entre la UE y el Reino Unido.